# Намазбаева, Жамиля Идрисовна
Жамиля Идрисовна Намазбаева (18.09.1942) — учёный в области педагогики и психологии педагог, доктор психологических наук, профессор, академик Международной академии педагогики и социальных наук, академик Международной академии акмеологических наук, «Почетный работник образования РК».

## Биография
Родилась 18 августа 1942 года в селе Галкино Щербактинского района Павлодарской области.
В 1959 году окончила Галкинскую среднюю школу, затем поступила в Павлодарское медучилище.
В 1968 году окончила дефектологический факультет Московского государственного педагогического института имени В. И. Ленина. В 1971 году окончила аспирантуру НИИ дефектологии АПН СССР и защитила кандидатскую диссертацию по специальности «19 00 10 — Коррекционная психология».
В 1986 году защитила докторскую диссертацию по специальности «19 00 10 — Коррекционная психология».

## Трудовая деятельность
• 1971—1975 — зав. лабораторией Психологии НИИ пед.наук им. И.Алтынсарина, г. Алматы
• 1976—1982 — декан дефектологического факультета КазПИ им. Абая
• 1982—1984 — стажер-исследователь МГУ им. Ломоносова, г. Москва
• 1984—1989 — зав.кафедрой Специальной педагогики КарПИ, г. Караганда
• 1989—1990 — зав.кафедрой Специальной педагогики КазПИ им. Абая
• 1990—1995 — декан дефектологического факультета КазПИ им. Абая
• 1995—2003 — декан факультета САЛПК, АГУ им. Абая
• 2003—2005 — декан психолого-педагогического факультета КазНПУ им. Абая
• 2005—2007 — зав.кафедрой Общей психологии КазНПУ им. Абая
• 2007-по настоящее время — директор НИИ Психологии КазНПУ им. Абая

## Научная деятельность
Автор 300 научных трудов, в том числе 9 монографий, 14 учебно-методических пособий, 5 учебников для вуза, 2 словаря, 8 типовых учебных программ для вуза, 3 Национальных доклада по разделу «Психология», 3 авторских свидетельства за книги: «Психология және Психотерапия», «История, состояние, тенденции развития современной психологии», «Мәңгілік Ел — Алаш — Жас тұлпар — Суверенный Казахстан (размышления о национальном самосознании)».
Ею подготовлено 35 магистров психологии, 28 кандидатов и 5 докторов психологических наук.
• Некоторые особенности личности учащихся вспомогательной школы : методическое пособие. — Алма-Ата : КазПИ, 1985. — 71 с.
• Психологические проблемы формирования поликультурной личности: учебное пособие. — Алматы, 2008.
• Психологическая служба в вузе: учебное пособие. — Алматы, 2011.
• Психологические основы развития творческой интеллектуальной личности в образовательной среде: монография. — Алматы, 2012.
• Развитие личности в процессе психологизации современного образования: монография. — Алматы: Ұлағат КазНПУ им. Абая, 2013.
• Развитие интеллектуальной творческой личности: учебно-методическое пособие. — Алматы: УЛАҒАТ, 2013.
• Развитие личности. — Алмата: Мектеп, 1987.
• Орысша-қазақша психологиялық сөздік. — Алматы: Print-S, 2005.
• Жалпы психология. — Алматы: Print-S, 2006.
• Психологические проблемы современного высшего образования. — Алматы, 2007.
• Психологические проблемы формирования поликультурной личности. — Алматы: КазНПУ им. Абая, 2008 и др.

## Награды и звания
1. Доктор психологических наук (1986)
2. Профессор (1987)
3. Академик Международной академии педагогики и социальных наук (1996)
4. Академик МАН ВШК
5. Академик Международной академии акмеологических наук
6. «Отличник образования СССР» (1988)
7. Нагрудный знак «Почетный работник образования РК»
8. Медаль «За заслуги в развитии науки РК»
9. «Почетный профессор Международного института Дифференциальной психологии г. Берлина»
10. «Лучший преподаватель вуза» (2006)